# Лучевой ожог
Лучевой ожог — повреждение кожи или других биологических тканей и органов в результате воздействия радиации. Наибольшую озабоченность вызывают такие виды излучения, как тепловое излучение, радиочастотная энергия, ультрафиолетовый свет и ионизирующее излучение.
Наиболее распространённым видом лучевого ожога является солнечный ожог, вызванный ультрафиолетовым излучением. Сильное воздействие рентгеновских лучей во время диагностической медицинской визуализации или радиотерапии также может привести к лучевым ожогам. Поскольку ионизирующее излучение взаимодействует с клетками организма, повреждая их, организм реагирует на это повреждение, что обычно приводит к эритеме, то есть покраснению вокруг повреждённого участка. Лучевые ожоги часто обсуждаются в том же контексте, что и рак, вызванный радиацией, из-за способности ионизирующего излучения взаимодействовать с ДНК и повреждать её, иногда вызывая перерождение клетки в раковую. Неправильное использование магнетронов может привести к образованию поверхностных и внутренних ожогов. В зависимости от энергии фотона, гамма-излучение может вызвать глубокие гамма-ожоги, при этом часто встречаются внутренние ожоги от 60Co (Кобальт-60). Бета-ожоги, как правило, неглубокие, поскольку бета-частицы не способны глубоко проникать в тело; эти ожоги могут быть похожи на солнечные ожоги. Альфа-частицы при вдыхании могут вызвать внутренние альфа-ожоги, а внешние повреждения (если таковые имеются) ограничиваются незначительной эритемой.
Лучевые ожоги могут также возникать при использовании мощных радиопередатчиков любой частоты, когда тело поглощает радиочастотную энергию и преобразует её в тепло. Федеральная комиссия по связи США (FCC) считает 50 ватт самой низкой мощностью, при превышении которой радиостанции должны оценивать безопасность излучения. Особо опасными считаются частоты, на которых человеческое тело может войти в резонанс: 35 МГц, 70 МГц, 80-100 МГц, 400 МГц и 1 ГГц. Воздействие микроволн слишком высокой интенсивности может вызвать микроволновые ожоги.

## Типы
Лучевой дерматит (также известный как радиодерматит) — это кожное заболевание, связанное с длительным воздействием ионизирующего излучения. Лучевой дерматит в той или иной степени возникает у большинства пациентов, получающих лучевую терапию, с химиотерапией или без неё.
Существует три специфических типа радиодерматита: острый радиодерматит, хронический радиодерматит и эозинофильные, полиморфные и пруритические высыпания, связанные с радиотерапией. Лучевая терапия также может вызвать лучевой рак.
При интервенционной рентгеноскопии из-за высоких доз облучения кожи, которые могут быть получены в ходе вмешательства, некоторые процедуры привели к ранним (менее двух месяцев после облучения) и/или поздним (два месяца и более после облучения) кожным реакциям, включая некроз в некоторых случаях.
Лучевой дерматит в виде интенсивной эритемы и везикуляции кожи может наблюдаться в радиационных портах.
До 95 % пациентов, получающих лучевую терапию при лечении рака, испытывают кожную реакцию. Некоторые реакции проявляются сразу, другие — позже (например, через несколько месяцев после лечения).

### Острый
Острый радиодерматит возникает при воздействии на кожу «эритемной дозы» ионизирующего излучения, после чего видимая эритема появляется в течение 24 часов. Лучевой дерматит обычно проявляется в течение нескольких недель после начала радиотерапии. Острый радиодерматит, проявляющийся в виде красных пятен, иногда также может сопровождаться десквамацией или волдырями. Эритема может возникнуть при дозе облучения 2 Гр и более.

### Хроническая
Хронический радиодерматит возникает при хроническом воздействии «субэритемных» доз ионизирующего излучения в течение длительного периода, вызывая различную степень повреждения кожи и нижележащих частей после переменного латентного периода от нескольких месяцев до нескольких десятилетий. В далёком прошлом этот тип лучевой реакции возникал чаще всего у рентгенологов и рентгенолаборантов, которые постоянно подвергались воздействию ионизирующего излучения, особенно до использования рентгеновских фильтров. Хронический радиодерматит, сквамозные и базальноклеточные карциномы могут развиваться через месяцы и годы после воздействия радиации. Хронический радиодерматит проявляется в виде атрофических индуративных бляшек, часто беловатых или желтоватых, с телеангиэктазиями, иногда с гиперкератозом.

### Другие
Эозинофильные, полиморфные и пруритические высыпания, связанные с радиотерапией — это кожное заболевание, которое чаще всего возникает у женщин, получающих кобальтовую радиотерапию для лечения рака внутренних органов.
Радиационно-индуцированная многоформная эритема может возникнуть при профилактическом приёме фенитоина нейрохирургическими пациентами, получающими терапию всего головного мозга и системные стероиды.

### Отсроченные эффекты
Лучевые прыщи — это кожное заболевание, характеризующееся комедоноподобными папулами, возникающими в местах предыдущего воздействия терапевтического ионизирующего излучения, поражениями кожи, которые начинают появляться по мере того, как острая фаза лучевого дерматита начинает разрешаться.
Реакция отзыва на облучение возникает спустя месяцы или годы после лучевой терапии, реакция, возникающая после недавнего введения химиотерапевтического препарата и возникающая при предшествующем облучении, характеризуется признаками лучевого дерматита. Переформулируя, дерматит радиационного отзыва — это воспалительная кожная реакция, возникающая на ранее облучённом участке тела после введения препарата. По всей видимости, не существует ни минимальной дозы, ни установленной зависимости дозы радиотерапии.

## Альфа-ожоги
«Альфа-ожоги» вызываются альфа-частицами, которые при вдыхании могут вызвать обширные повреждения тканей. Благодаря наличию кератина в эпидермальном слое кожи, внешние альфа-ожоги ограничиваются лишь лёгким покраснением наружного слоя кожи.

## Бета-ожоги
«Бета-ожоги» — это неглубокие поверхностные ожоги, обычно кожи и реже лёгких или желудочно-кишечного тракта, вызванные бета-частицами, обычно от горячих частиц или растворённых радионуклидов, вступивших в прямой контакт с телом или в непосредственной близости от него. Внешне они могут быть похожи на солнечный ожог. В отличие от гамма-лучей, бета-излучение гораздо эффективнее останавливается материалами и поэтому депонирует всю свою энергию только в неглубоком слое ткани, вызывая более интенсивные, но более локальные повреждения. На клеточном уровне изменения в коже похожи на радиодерматит.
На дозу облучения влияет относительно низкая степень проникновения бета-излучения через материалы. Ороговевший кератиновый слой эпидермиса обладает достаточной останавливающей способностью для поглощения бета-излучения с энергией ниже 70 кэВ. Дополнительную защиту обеспечивает одежда, особенно обувь. Доза облучения дополнительно снижается благодаря ограниченному удержанию радиоактивных частиц на коже; частица размером 1 миллиметр обычно выходит через 2 часа, а частица размером 50 микрометров обычно не прилипает более чем на 7 часов. Бета-излучение также сильно ослабляется воздухом; его дальность обычно не превышает 1,8 метра, а интенсивность быстро уменьшается с расстоянием.
Хрусталик глаза, по-видимому, является наиболее чувствительным органом к бета-излучению, даже в дозах, значительно ниже максимально допустимой. Для ослабления сильного бета-излучения рекомендуется использовать защитные очки.
Бета-ожоги могут происходить и с растениями. Примером такого повреждения является Рыжий лес, жертва аварии на Чернобыльской АЭС.
Тщательное мытьё открытой поверхности тела, удаляющее радиоактивные частицы, может обеспечить значительное снижение дозы. Замена или хотя бы чистка одежды также обеспечивает определённую степень защиты.
При интенсивном воздействии бета-излучения бета-ожоги могут проявиться через 24-48 часов зудом и/или жжением, которые продолжаются в течение одного-двух дней, иногда сопровождаясь гиперемией. Через 1-3 недели появляются симптомы ожога; эритема, повышенная пигментация кожи (тёмноокрашенные пятна и приподнятые участки), затем эпиляция и поражение кожи. Эритема возникает после 5-15 Гр, сухая десквамация — после 17 Гр, а буллёзный эпидермит — после 72 Гр. Хронический радиационный кератоз может развиться после более высоких доз облучения. Первичная эритема, длящаяся более 72 часов, является признаком достаточно серьёзной травмы, чтобы вызвать хронический радиационный дерматит. Отёк дермальных сосочков, если он появился в течение 48 часов после облучения, сопровождается трансэпидермальным некрозом. После высоких доз облучения клетки мальпигиева слоя погибают в течение 24 часов; при более низких дозах облучения может потребоваться 10-14 дней для появления мёртвых клеток. Вдыхание бета-радиоактивных изотопов может вызвать бета-ожоги лёгких и носоглоточной области, проглатывание может привести к ожогам желудочно-кишечного тракта; последнее представляет риск, особенно для пасущихся животных.
- При бета-ожогах первой степени повреждение в основном ограничивается эпидермисом. Происходит сухая или влажная десквамация; образуются сухие струпья, которые затем быстро заживают, оставляя депигментированный участок, окружённый нерегулярной областью повышенной пигментации. Пигментация кожи возвращается к норме в течение нескольких недель.
- Бета-ожоги второй степени приводят к образованию волдырей.
- Бета-ожоги третьей и четвёртой степени приводят к более глубоким, мокнущим язвенным поражениям, которые заживают при обычном медицинском уходе после покрытия сухим струпом. При сильном повреждении тканей может возникнуть язвенно-некротический дерматит. Пигментация может вернуться к нормальному состоянию в течение нескольких месяцев после заживления ран[14].

Выпавшие волосы начинают отрастать через девять недель и полностью восстанавливаются примерно через полгода.
Острое дозозависимое воздействие бета-излучения на кожу выглядит следующим образом:
| 0-6 Гр      | отсутствие острого эффекта                                               |
| 6-20 Гр     | умеренная ранняя эритема                                                 |
| 20-40 Гр    | ранняя эритема через 24 часа, разрушение кожи через 2 недели             |
| 40-100 Гр   | тяжёлая эритема менее чем за 24 часа                                     |
| 100-150 Гр  | сильная эритема менее чем через 4 часа, разрушение кожи через 1-2 недели |
| 150-1000 Гр | образование волдырей сразу или в течение 1 дня                           |

Согласно другому источнику:
| 2-6 Гр   | преходящая эритема 2-24 ч          |
| 3-5 Гр   | сухая десквамация через 3-6 недель |
| 3-4 Гр   | временная эпиляция за 3 недели     |
| 10-15 Гр | эритема 18-20 дней                 |
| 15-20 Гр | влажная десквамация                |
| 25 Гр    | язва с медленным заживлением       |
| 30-50 Гр | волдыри, некроз через 3 недели     |
| 100 Гр   | волдыри, некроз через 1-3 недели   |

Как показано, пороговые значения дозы для проявления симптомов варьируются в зависимости от источника и даже индивидуально. На практике определение точной дозы, как правило, затруднено.
Аналогичные эффекты применимы и к животным, причём шерсть выступает в качестве дополнительного фактора как для повышенного удержания частиц, так и для частичного экранирования кожи. Нестриженые густошёрстные овцы хорошо защищены; в то время как порог эпиляции для стриженых овец составляет 23-47 Гр (2500-5000 реп), а порог для нормально шерстяной морды — 47-93 Гр (5000-10000 реп), для густошерстных (длина шерсти 33 мм) овец он составляет 93-140 Гр (10000-15000 реп). Для получения поражений кожи, сравнимых с контагиозным пустулёзным дерматитом, расчётная доза составляет 465—1395 Гр.

### Энергия в зависимости от глубины проникновения
Эффекты зависят как от интенсивности, так и от энергии излучения. Низкоэнергетическое бета-излучение (сера-35, 170 кэВ) вызывает неглубокие язвы с незначительным повреждением дермы, в то время как кобальт-60 (310 кэВ), цезий-137 (550 кэВ), фосфор-32 (1,71 МэВ), стронций-90 (650 кэВ) и его дочерний продукт иттрий-90 (2,3 МэВ) повреждают более глубокие слои дермы и могут привести к хроническому радиационному дерматиту. Очень высокие энергии электронных пучков из ускорителей частиц, достигающие десятков мегаэлектронвольт, могут быть глубоко проникающими. И наоборот, мегавольтные пучки могут депонировать свою энергию глубже с меньшим повреждением дермы; современные ускорители электронных пучков для радиотерапии используют это преимущество. При ещё более высоких энергиях, выше 16 МэВ, эффект уже не проявляется, что ограничивает полезность высоких энергий для радиотерапии. Условно поверхность определяется как верхние 0,5 мм кожи. Высокоэнергетические бета-излучения следует экранировать пластиком, а не свинцом, поскольку высокозольные элементы генерируют глубоко проникающее гамма-излучение.
Энергии электронов при бета-распаде не дискретны, а образуют непрерывный спектр с отсечкой при максимальной энергии. Остальная часть энергии каждого распада уносится антинейтрино, которое не вступает в значительное взаимодействие и поэтому не вносит вклад в дозу облучения. Большинство энергий бета-излучения находится на уровне примерно трети максимальной энергии. Бета-излучение имеет гораздо меньшую энергию, чем та, которая достижима в ускорителях частиц — не более нескольких мегаэлектронвольт.
Профиль «энергия-глубина-доза» представляет собой кривую, начинающуюся с поверхностной дозы, поднимающуюся до максимальной дозы на определённой глубине dm (обычно нормированной как 100 % доза), затем медленно опускающуюся через глубины 90 % дозы (d90) и 80 % дозы (d80), затем линейно и относительно резко спадающую через глубину 50 % дозы (d50). Экстраполяция этой линейной части кривой к нулю определяет максимальный диапазон электронов, Rp. На практике существует длинный хвост более слабой, но глубокой дозы, называемый «хвостом Бремштраунга». Глубина проникновения зависит также от формы пучка, более узкий пучок имеет тенденцию к меньшему проникновению. В воде широкие электронные пучки, как это происходит при однородном поверхностном загрязнении кожи, имеют d80 около E/3 см и Rp около E/2 см, где E — энергия бета-частиц в МэВ.
Глубина проникновения бета-излучения более низкой энергии в воду (и мягкие ткани) составляет около 2 мм/МэВ. Для бета-излучения с энергией 2,3 МэВ максимальная глубина проникновения в воду составляет 11 мм, для 1,1 МэВ — 4,6 мм. Глубина, на которой осаждается максимум энергии, значительно меньше.
Энергия и глубина проникновения нескольких изотопов выглядит следующим образом:
| изотоп     | период полураспада | удельная активность (ТБк/г) | среднее (кэВ) | макс. (кэВ) | в воздухе (мм) | в ткани (мм) | комментарий |
| ---------- | ------------------ | --------------------------- | ------------- | ----------- | -------------- | ------------ | --- |
| тритий     | 12.3 лет           | 357                         | 5.7           | 18.6        | 6              | 0.006        | бета-излучение не проходит через мёртвый слой кожи; однако тритий и его соединения могут диффундировать через кожу |
| углерод-14 | 5730 лет           | 0.165                       | 49            | 156         | 240            | 0.28         | около 1 % бета-излучения проходит через мёртвый слой кожи                                                          |
| сера-35    | 87.44 дней         | 1580                        | 48.8          | 167.47      | 260            | 0.32         | |
| фосфор-33  | 25.3 дней          | 5780                        | 76.4          | 248.5       | 500            | 0.6          | |
| фосфор-32  | 14.29 дней         | 10600                       | 695           | 1710        | 6100           | 7.6          | риск Бремштраунга при неправильном экранировании                                                                   |

Для широкого пучка зависимость глубина-энергия для диапазонов доз выглядит следующим образом, для энергии в мегаэлектронвольтах и глубины в миллиметрах. Зависимость поверхностной дозы и глубины проникновения от энергии пучка хорошо видна.
| МэВ | поверхность доза % | макс. глубина | 90 % | 80 % | 50 % | 10 % | Rp  |
| --- | ------------------ | ------------- | ---- | ---- | ---- | ---- | --- |
| 5   | 74 %               | 9             | 12   | 14   | 17   | 22   | 23  |
| 7   | 76 %               | 16            | 20   | 22   | 27   | 33   | 34  |
| 10  | 82 %               | 24            | 31   | 34   | 39   | 48   | 49  |
| 13  | 88 %               | 32            | 40   | 43   | 51   | 61   | 64  |
| 16  | 93 %               | 34            | 51   | 56   | 65   | 80   | 80  |
| 19  | 94 %               | 26-36         | 59   | 67   | 78   | 95   | 95  |
| 22  | 96 %               | 26-36         | 65   | 76   | 93   | 113  | 114 |
| 25  | 96 %               | 26-36         | 65   | 80   | 101  | 124  | 124 |

## Причины
Лучевые ожоги возникают в результате воздействия высоких уровней радиации. Получение большой дозы облучения по всему телу обычно смертельно, в то время как малые дозы или местное облучение могут быть излечимы.

### Медицинская визуализация
Флюороскопия может вызвать ожоги при многократном или длительном проведении.
Аналогичным образом, рентгеновская компьютерная томография и традиционная проекционная рентгенография потенциально могут вызвать лучевые ожоги, если факторы воздействия и время экспозиции не контролируются оператором должным образом.
Исследование повреждений кожи, вызванных радиацией было проведено Управлением по контролю за продуктами и лекарствами (FDA) на основании результатов, полученных в 1994 году, последовали рекомендации по минимизации дальнейших травм, вызванных флюороскопией. Проблема лучевых травм при рентгеноскопии была более подробно исследована в обзорных статьях в 2000, 2001, 2009, и 2010 годах.

### Радиоактивные осадки
Бета-ожоги часто являются результатом воздействия радиоактивных осадков после ядерных взрывов или ядерных аварий. Вскоре после взрыва продукты деления имеют очень высокую бета-активность: на каждый гамма-фотон приходится примерно две бета-частицы.
После испытания «Тринити» выпавшие осадки вызвали локальные ожоги на спинах крупного рогатого скота в районе, расположенном ниже по ветру. Осадки имели вид мелких хлопьевидных частиц пыли. У крупного рогатого скота наблюдались временные ожоги, кровотечения и выпадение шерсти. Собаки также пострадали; помимо локальных ожогов на спине, у них также были обожжены лапы, вероятно, из-за частиц, застрявших между пальцами ног, поскольку у копытных животных не было проблем с ногами. Около 350—600 голов крупного рогатого скота пострадали от поверхностных ожогов и локальной временной потери спинной шерсти; позже армия купила 75 наиболее пострадавших коров, так как обесцвеченная отросшая шерсть снизила их рыночную стоимость. Коров отправили в Лос-Аламос и Ок-Ридж, где за ними наблюдали. Они выздоровели, теперь на них появились большие пятна белого меха; некоторые выглядели так, как будто их ошпарили.
Выпадение радиоактивных осадков в результате испытания «Касл Браво» оказалось неожиданно сильным. Белая снегоподобная пыль, прозванная учёными «снегом Бикини» и состоящая из загрязнённого измельчённого кальцинированного коралла, падала на атолл Ронгелап около 12 часов, оседая слоем до 2 см. Жители пострадали от бета-ожогов, в основном на затылках и ногах, и были переселены через три дня. Через 24-48 часов их кожа зудела и горела; через день-два ощущения стихали, а через 2-3 недели появлялись эпиляция и язвы. На коже появлялись пятна тёмного цвета и приподнятые участки, волдыри были редкостью. Язвы образовывали сухие струпья и заживали. Более глубокие поражения, болезненные, плачущие и изъязвлённые, образовывались у более загрязнённых жителей; большинство из них заживали при простом лечении. В целом, бета-ожоги зажили с некоторым рубцеванием и депигментацией кожи. У людей, которые купались и смывали частицы радиоактивных осадков со своей кожи, поражения кожи не развились. Рыболовное судно Daigo Fukuryu Maru также пострадало от радиоактивных осадков; экипаж получил дозы облучения кожи в диапазоне 1,7-6,0 Гр, при этом бета-ожоги проявились в виде тяжёлых поражений кожи, эритемы, эрозий, иногда некроза и атрофии кожи. Двадцать три военнослужащих американской радиолокационной станции на Ронгерике, состоящей из 28 человек, получили ожоги кожи. У пострадавших наблюдались дискретные поражения кожи размером 1-4 мм, которые быстро заживали, а через несколько месяцев на ногтях появлялся гребень. Шестнадцать членов экипажа авианосца ВМС США «Байроко» получили бета-ожоги, наблюдалось увеличение частоты раковых заболеваний.
Во время испытания «Зебра» в рамках операции «Песчаник» в 1948 году трое мужчин получили бета-ожоги рук при снятии фильтров для сбора проб с беспилотников, пролетавших сквозь грибовидное облако; их предполагаемая доза на поверхности кожи составила от 28 до 149 Гр, а изуродованные руки потребовали пересадки кожи. Четвёртый мужчина получил более слабые ожоги после более раннего испытания Yoke.
В результате испытания Upshot-Knothole Harry на площадке Frenchman Flat было выброшено большое количество радиоактивных осадков. Значительное количество овец погибло после выпаса на загрязнённых территориях. Однако АЕС придерживалась политики выплаты компенсаций фермерам только за животных с внешними бета-ожогами, поэтому многие иски были отклонены. Другие испытания на Невадском полигоне также вызвали выпадение радиоактивных осадков и соответствующие бета-ожоги у овец, лошадей и крупного рогатого скота. Во время операции «Upshot-Knothole» овцы, находившиеся на расстоянии 80 км от места испытаний, получили бета-ожоги спины и ноздрей.
Во время подземных ядерных испытаний в Неваде у нескольких рабочих появились ожоги и язвы на коже, частично объясняемые воздействием трития.

### Ядерные аварии
Бета-ожоги были серьёзной медицинской проблемой для некоторых жертв Чернобыльской катастрофы; из 115 пациентов, проходивших лечение в Москве, у 30 % были ожоги 10-50 % поверхности тела, у 11 % — 50-100 % кожи; массивное облучение часто было вызвано одеждой, облитой радиоактивной водой. Некоторые пожарные получили бета-ожоги лёгких и носоглоточной области после вдыхания большого количества радиоактивного дыма. Из 28 смертей у 16 в числе причин были указаны повреждения кожи. Бета-активность была чрезвычайно высокой, соотношение бета/гамма достигало 10-30, а энергия бета-излучения была достаточно высокой, чтобы повредить базальный слой кожи, в результате чего на большой площади образовались порталы для инфекций, усугублённые повреждением костного мозга и ослаблением иммунной системы. Некоторые пациенты получили дозу облучения кожи в 400—500 Гр. Инфекции вызвали более половины случаев острой смерти. Несколько человек умерли от бета-ожогов четвёртой степени между 9-28 днями после дозы 6-16 Гр. Семь человек умерли после дозы 4-6 Гр и бета-ожогов третьей степени через 4-6 недель. Один умер позже от бета-ожогов второй степени и дозы 1-4 Гр. У выживших атрофируется кожа, которая имеет паукообразные прожилки и подкожный фиброз.
Ожоги могут проявляться в разное время на разных участках тела. У ликвидаторов аварии на Чернобыльской АЭС ожоги сначала появились на запястьях, лице, шее и ступнях, затем на груди и спине, потом на коленях, бёдрах и ягодицах.
Источники лучевой терапии могут вызывать бета-ожоги во время облучения пациентов. Источники также могут быть потеряны и неправильно эксплуатированы, как это произошло во время аварии в Гоянии, во время которой несколько человек получили внешние бета-ожоги и более серьёзные гамма-ожоги, а несколько человек умерли. Многочисленные несчастные случаи также происходят во время радиотерапии из-за неисправности оборудования, ошибок оператора или неправильной дозировки.
Источники электронного пучка и ускорители частиц также могут быть источниками бета-ожогов. Ожоги могут быть довольно глубокими и потребовать пересадки кожи, резекции тканей или даже ампутации пальцев или конечностей.

## Лечение
На лучевые ожоги следует как можно скорее наложить чистую, сухую повязку, чтобы предотвратить инфицирование. Влажные повязки не рекомендуются. Наличие комбинированного повреждения (облучение плюс травма или лучевой ожог) повышает вероятность развития генерализованного сепсиса. Это требует назначения системной антимикробной терапии.